# 빔엔지.드라이브
BeamNG.drive는 독일 브레멘에 기반을 둔 비디오 게임 회사 BeamNG GmbH가 개발한 오픈 월드 자동차 시뮬레이션 비디오 게임이다. 2013년 8월 3일에 처음 출시되었으며  2015년 5월 29일 마이크로소프트 윈도우 기반 스팀에서 사용할 수 있게 되었다.

## 게임 플레이빔엔지드라이브
BeamNG.driVe
BeamNG.drive는 스토리 모드 및 타임 트라이얼 모드와 같은 다양한 게임 플레이 모드와 시나리오를 제공한다. 캠페인은 특정 테마와 관련된 작은 시나리오인 반면, 타임 트라이얼 에서는 플레이어가 차량, 레벨, 경로를 선택하고 자신의 최고의 랩 타임을 뽑는다. 실험실 모드에서 무료 로밍,맵 탐색을 할 수 있고 물체와 차량을 이동하거나 배치 할 수 있다. 또한 중력과 바람 등, 다양한 환경 설정을 변경할 수 있다. 플레이어는 다양한 물체들을 활용하여 차량을 망가뜨릴 수 있다.
빔엔지.드라이브는 차량 물리와 물체와 차량 간의 충돌을 모두 제어하기 위해 연체동역학 기능을 구현한다.

## 모드
빔엔지.드라이브는 기본적으로 모드를 지원한다. 게임 제작사에서 직접 제공하는 모드도 있으며, 유저들이 직접 만든 모드도 있다. 종종 불법 유출 파일과 바이러스 파일이 유포되니 조심하도록 하자

## 같이 보기
- Rigs of Rods

- 연체동역학

- 토크 (게임 엔진)